# Olimpic Tachkent
Maillots
Actualités
Le Olimpic Tachkent futbol klubi (en ouzbek : Olimpic Тошкент футбол клуби), plus couramment abrégé en Olimpic Tachkent, est un club ouzbek de football fondé en 2021 et basé à Tachkent, la capitale du pays.

## Bilan sportif

### Palmarès
| Période ouzbèke |
| --- |
| - Championnat d'Ouzbékistan : - Champion : - Vice-champion : - Coupe d'Ouzbékistan : - Vainqueur : - Finaliste : - Supercoupe d'Ouzbékistan : - Vainqueur : - Finaliste : |

### Bilan par saison
| Saison | Niveau | Division  | Position | Remarque |
| ------ | ------ | --------- | -------- | -------- |
| 2021   | 2.     | Pro Liga  | 3.       | [ 1 ]    |
| 2022   | 1.     | SuperLiga | .        | [ 2 ]    |